# 桃園市立田徑場
桃園市立田徑場是台灣桃園市桃園區、龜山區交界處的一個多用途田徑場，主要位於龜山區境內，但地址登記於桃園區，緊鄰桃園市立體育館（桃園巨蛋）。

## 簡介
桃園市立田徑場建於1993年，同年舉辦第二十屆台灣區運動會。
目前主要用于足球比賽，可容納約三萬人。2017台北世大運的女子足球半決賽也於該場館舉行。

## 外部連結
- 桃園市政府體育局-桃園市立田徑場簡介 （页面存档备份，存于）

24°59′37″N 121°19′26″E / 24.993606°N 121.323788°E